# Wenkbrauwbuulbuul
De wenkbrauwbuulbuul (Pycnonotus goiavier), is een algemene zangvogel uit de familie van de buulbuuls. De wenkbrauwbuulbuul komt voor in grote delen van Zuidoost-Azië en de Indische Archipel.

## Kenmerken
De wenkbrauwbuulbuul is 17,5 cm lang. Het is een vogel die iets kleiner is dan een koperwiek. De vogel is grijsbruin van boven met een vrij lichte kop met een donkere streep ("teugel") van de snavel naar het oog, een duidelijke witte wenkbrauwstreep en een donkere kruin. De borst en buik zijn vuilgrijs met vage streping en de anaalstreek is geel gekleurd.

## Verspreiding en leefgebied
De wenkbrauwbuulbuul komt voor in Zuidoost-Azië, van Zuid-Thailand en Cambodja tot aan Borneo en de Filipijnen. Het is een vogel van open cultuurlandschappen, parken en tuinen. Op Borneo is het een van de meest algemeen voorkomende soorten buulbuuls die ook in stadstuinen te vinden is. Na de broedtijd vormen ze groepen tot wel honderd individuen die zich verzamelen op gemeenschappelijke slaapplaatsen.
Er zijn zes ondersoorten:

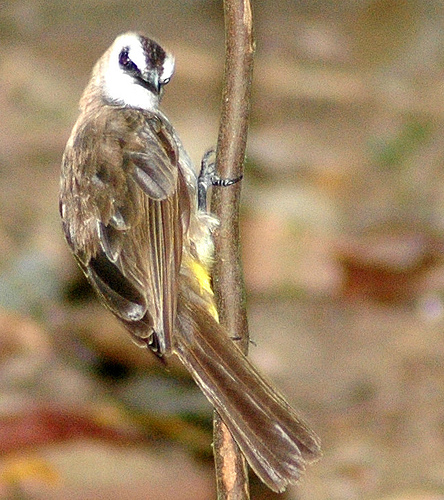
Foto waarop de gele anaalstreek te zien is.

- P. g. jambu: van zuidelijk Myanmar tot zuidelijk Indochina.
- P. g. analis: Malakka en de Grote Soenda-eilanden (minus Borneo).
- P. g. gourdini: Borneo.
- P. g. goiavier: noordelijke en westelijk-centrale Filipijnen.
- P. g. samarensis: oostelijk-centrale Filipijnen.
- P. g. suluensis: zuidelijke Filipijnen.

## Status
De wenkbrauwbuulbuul heeft een groot verspreidingsgebied en daardoor alleen al is de kans op uitsterven uiterst gering. De grootte van de populatie is niet gekwantificeerd. De indruk bestaat dat de vogel toeneemt omdat hij zich gemakkelijk aanpast aan menselijke bewoning. Daarom staat deze buulbuul als niet bedreigd op de Rode Lijst van de IUCN.